# Swietłana Kriwielowa
Swietłana Władimirowna Kriwielowa (ros. Светлана Владимировна Кривелёва; ur. 13 czerwca 1969 w Briańsku) – rosyjska lekkoatletka, która specjalizowała się w pchnięciu kulą.
Czterokrotna uczestniczka igrzysk olimpijskich: Barcelona 1992, Atlanta 1996, Sydney 2000 oraz Ateny 2004. W swoim pierwszym olimpijskim występie zdobyła złoty medal, a 12 lata później po dyskwalifikacji Wity Pawłysz z Ukrainy przyznano jej brązowy medal, ostatecznie odebrany decyzją MKOl 5 grudnia 2012. Anulowano jej wszystkie rezultaty osiągnięte od 18 sierpnia 2004 do 17 sierpnia 2006. Wielokrotna medalistka mistrzostw świata oraz halowych mistrzostw świata. W 2002 wywalczyła brąz mistrzostw Europy. Sukcesy odnosiła także w mistrzostwach Rosji w hali oraz na stadionie. Rekord życiowy: stadion - 21,06 (7 sierpnia 1992, Barcelona), hala - 20,69 (22 stycznia 1999, Moskwa). W 2010 ogłosiła zakończenie kariery sportowej.

## Osiągnięcia
| Rok  | Impreza                             | Miejsce    | Lokata            | Wynik |
| ---- | ----------------------------------- | ---------- | ----------------- | ----- |
| 1988 | Mistrzostwa świata juniorów         | Sudbury    | 4. miejsce        | 16,91 |
| 1991 | Halowe mistrzostwa świata           | Sewilla    | 8. miejsce        | 18.58 |
| 1991 | Uniwersjada                         | Sheffield  | 1. miejsce        | 19,62 |
| 1991 | Mistrzostwa świata                  | Tokio      | 3. miejsce        | 20,16 |
| 1992 | Igrzyska olimpijskie                | Barcelona  | 1. miejsce        | 21,06 |
| 1993 | Halowe mistrzostwa świata           | Toronto    | 1. miejsce        | 19,57 |
| 1993 | Mistrzostwa świata                  | Stuttgart  | 2. miejsce        | 19,97 |
| 1993 | Finał Grand Prix IAAF               | Londyn     | 1. miejsce        | 19,61 |
| 1996 | Superliga pucharu Europy            | Madryt     | 3. miejsce        | 17,70 |
| 1996 | Igrzyska olimpijskie                | Atlanta    | el. – 15. miejsce | 18,23 |
| 1997 | Mistrzostwa świata                  | Ateny      | 10. miejsce       | 17,38 |
| 1998 | Mistrzostwa Europy                  | Budapeszt  | 4. miejsce        | 19,08 |
| 1999 | Halowe mistrzostwa świata           | Maebashi   | 1. miejsce        | 19,08 |
| 1999 | Superliga pucharu Europy            | Paryż      | 3. miejsce        | 18,36 |
| 1999 | Mistrzostwa świata                  | Sewilla    | 3. miejsce        | 19,43 |
| 2000 | Halowe mistrzostwa Europy           | Gandawa    | 4. miejsce        | 18,96 |
| 2000 | Igrzyska olimpijskie                | Sydney     | 4. miejsce        | 19,37 |
| 2001 | Halowe mistrzostwa świata           | Lizbona    | 3. miejsce        | 19,18 |
| 2001 | Mistrzostwa świata                  | Edmonton   | 9. miejsce        | 18,70 |
| 2001 | Finał Grand Prix IAAF               | Melbourne  | 3. miejsce        | 18,21 |
| 2002 | Superliga pucharu Europy            | Annecy     | 1. miejsce        | 19,63 |
| 2002 | Mistrzostwa Europy                  | Monachium  | 3. miejsce        | 19,56 |
| 2003 | Halowe mistrzostwa świata           | Birmingham | 5. miejsce        | 19.57 |
| 2003 | Superliga pucharu Europy            | Florencja  | 2. miejsce        | 18,98 |
| 2003 | Mistrzostwa świata                  | Paryż      | 1. miejsce        | 20,63 |
| 2003 | Światowy finał lekkoatletyczny IAAF | Monako     | 2. miejsce        | 19,66 |
| 2004 | Halowe mistrzostwa świata           | Budapeszt  | 1. miejsce        | 19,90 |
| 2004 | Igrzyska olimpijskie                | Ateny      | DQ (3. miejsce)   | 19,49 |
| 2004 | Światowy finał lekkoatletyczny IAAF | Monako     | 6. miejsce        | 17,55 |
| 2005 | Mistrzostwa świata                  | Helsinki   | DQ (4. miejsce)   | 19,16 |
| 2005 | Światowy finał lekkoatletyczny IAAF | Monako     | DQ (8. miejsce)   | 17,33 |